# Dante Basco
Dante Basco   (Pittsburg, 29 d'agost de 1975) nom artístic de Dante R. Basco, és un comediant i actor estatunidenc amb una carrera tant en el vessant humorista com en el d'actor en pel·lícules.

## Biografia
Dante Basco és un filipí americà nascut a Pittsburg (Califòrnia) i crescut a Cerritos i Paramount (Califòrnia). Té quatre germans, inclòs l'actor Dion Basco. Durant els primers anys de Dante, va formar part de la tripulació de breakdance de Street Freaks. Va assistir a l'Escola Superior d'Arts del Comtat d'Orange, al Conservatori de Música i Teatre i es va graduar el 1993.
Va començat a treballar en a films al final dels anys 80 a "Moonwalker" interpretant el paper de Romeo i ha tingut així diversos papers secundaris però és el 1991, amb el paper de Rufio, el cap dels nens perduts al film d'acció de Steven Spielberg, Hook, al costat de Robin Williams, Dustin Hoffman i Julia Roberts, quan la seva carrera va enlairar-se. Va estudiar música i teatre a l' "Orange County High School of the Arts" a Califòrnia i obté el seu diploma l'any 1993. Ha interpretat el paper de Ramos al film "Dance With Me" al costat d'Antonio Banderas i Jenna Dewan l'any 2006 i ha posat igualment la seva veu per nombroses animacions com pel personatge de Zuko a "Avatar, l'últim mestre de l'aire" però també a vídeojocs com "Sants Row" o el personatge de Shingo a "Skate", "Skate 2" i "Skate 3".
El 2014, fa una aparició a dos vídeos de Nostalgia Critic.
Al juny del 2017, va acordar amb Jonah Feingold treballar junts en una nova pel·lícula, Bangarang, sobre el personatge Rufio. El desenvolupament del projecte va començar amb una campanya de Kickstarter.

## Filmografia
Les seves pel·lícules més destacades són

### Com a actor
- 1988: Moonwalker
- 1984: Santa Barbara" (Sèrie TV): Amado (1988)
- 1989: 15 and Getting Straight (TV): Luis
- 1990: Cold Dog Soup de Alan Metter: Noi xinès
- 1991: Arma perfecta (The Perfect Weapon): Jimmy Ho
- 1991:  The Hit Man (TV): Pauly
- 1991: Hook: Rufio, King of the Lost Boys
- 1995: A Goofy Movie: Veus addicionals (veu)
- 1995: Fist of the North Star: Bat
- 1995: Ali Nation: Body and Soul (TV): Trash #2
- 1996: Gangstaz: Mario
- 1997: Fakin' Da Funk de Tim Chey: Julian Lee
- 1997: Riot (TV): (segment "Gold Mountain")
- 1998: Sinbad: The Battle of the Dark Knights: Príncep Hong
- 1998: The Lion's Den: Lead
- 1999: Undressed (Sèrie TV): Jake (1999: temporada 1)
- 1999: But I'm a Cheerleader de Jamie Babbit: Dolph
- 2000: The Debut de Gene Cajayon: Ben Mercado
- 2000: Rave de Ron Krauss: Jay Hoon
- 2001: Extreme Days d'Eric Hannah: Corey Ng
- 2002: The Chang Family Saves the World (TV)
- 2003: Naked Brown Men: Dante
- 2003: Biker Boyz de Reggir Rock Bythewood: Philly
- 2003: Love Dont't Cost a Thing de Troy Beyer: Spoken Word Artist
- 2006: Take the Lead de Liz Friedlander: Ramos
- 2009: Blood and Bone de Ben Ramsey

### Com a productor
- 2003: Naked Brown Men

### com realitzador
- 2003: Naked Brown Men